# موديستو سوروكو
موديستو سوروكو (بالإسبانية: Modesto Soruco)‏ (مواليد 12 فبراير 1966) هو لاعب كرة قدم. يلعب مع منتخب بوليفيا لكرة القدم. سبق له أن لعب في كأس العالم لكرة القدم مع منتخب بلاده.

## روابط خارجية
- موديستو سوروكو على موقع قاعدة بيانات كرة القدم.إي يو (الإنجليزية)
- موديستو سوروكو على موقع ناشيونال فوتبول تيمز (الإنجليزية)
- موديستو سوروكو على موقع عالم كرة القدم.نت (الإنجليزية)